# Варе, Велло Иосифович
Велло Иосифович Варе (1923—2007) — эстонский публицист, советский военный теоретик, доктор военных наук (1970), генерал-майор (1977). Отец эстонского политика Райво Варе.

## Биография
В. И. Варе родился 4 апреля 1923 года в Эстонии, в селе Кядва, Кяруской волости, в Ярвамаа. Здесь же получил начальное образование.
С вхождением Эстонии в состав СССР в 1940 году вступил в ряды ВЛКСМ.
Военную службу начал в июле 1941 года в составе народного ополчения (воевал в рядах 15-го Ярвамааского истребительного батальона в каутласских лесах). В боях под Таллином был тяжело ранен.
После выздоровления направлен в военное училище в Тюмень, по окончании которого воевал офицером на Брянском фронте. Принимал участие в боях на Орловско-Курской дуге, где получил вторичное ранение. Вылечившись в госпитале, с 1943 по 1945 г. занимался подготовкой кадров для Эстонского стрелкового корпуса.
После войны короткое время служил в Ленинградском военном округе, после чего поступил в Военную академию имени М. В. Фрунзе. Окончив академию в 1950 г. с золотой медалью, находился на командных должностях в различных округах, затем в течение 20 лет работал в этой академии. В 1960 г. защитил кандидатскую, в 1970 г. — докторскую диссертацию. За успешную преподавательскую деятельность в академии был отмечен двумя правительственными наградами.
В 1976 году назначен начальником штаба гражданской обороны Эстонской ССР. В 1977 г. В. И. Варе присвоено звани генерал-майора. На этой должности находился до 1988 года. Одновременно с 1987 г. работал начальником штаба чернобыльской группировки войск.
В 1988—1991 годах был научным сотрудником сектора периода истории социализма Института истории Академии наук ЭССР.
Известен как публицист, опубликовавший около 100 статей на военно-исторические темы, автор нескольких книг. Его успешная деятельность была отмечена медалью имени Н.Вавилова — высшей наградой общества «Знание».
В 1989—1991 годах избирался народным депутатом СССР.
В 1991—1999 годах работал советником министерства иностранных дел Эстонии.
В Эстонии В. И. Варе также известен как лингвист (ещё с 60-х годов), составивший и издавший несколько словарей (эстонско-русский, эстонско-английский и др.).
Скончался 19 октября 2007 годa в Таллине и похоронен 27 ноября 2007 годa на Таллинском Лесном кладбище.

## Публикации
- (koostaja ja toimetaja): Heino Ernits, Enn Veskimägi. Vene-eesti sõjanduse sõnaraamat, Tallinn: Valgus 1986.
- (toimetaja koos Enn Veskimäe ja Mari Hiiemäega): Yrjö Honkanen, Raimo Raag, Ülo Treikelder, Enn Veskimägi. Väike eesti-inglise-prantsuse-rootsi-saksa-soome-vene sõjanduse sõnastik, Tallinn: Eesti Entsüklopeediakirjastus 2001.
- Jälgi tallatud radadelt: ühe elu kroonika, Tallinn 2003 (2 köidet), ISBN 9985789881 , ISBN 9985789946
- Sõjamehe elu talletus arvukatesse päevikutesse. — Järva Teataja, 22. oktoober 2005 (intervjuu Kaarel Aluojale)

## Сочинения
- Ühises rivis ühise vaenlase vastu, Tallinn, Eesti Raamat 1969.
- Virkko Lepassalu. Valusalt valge.